# دائرة ميلة
دائرة ميلة إحدى دوائر ولاية ميلة. وتضم بلديات:
- ميلة
- عين التين
- سيدي خليفة